# Fortune Street
Fortune Street (いただきストリート Itadaki Sutorīto?) (conhecido como Boom Street na Europa e Austrália) é um jogo eletrônico de tabuleiro simulado, desenvolvido pela empresa Square Enix e distribuído pela Nintendo.

A versão original do jogo foi lançada em 1991 no Japão, com o nome de Itadaki Street . Foi lançado em 2011 para o Nintendo Wii..
O jogo, que segue o mesmo estilo do Monopoly ou Banco Imobiliário, tem seu objetivo principal a compra de propriedades e a obtenção de riquezas. Existem dois níveis de regras do jogo o Easy Rules, com compra normal de propriedades, e o Standard Rules, com os tabuleiros divididos em distritos e a possibilidade de comprar ações em cada um dos distritos onde estão as propriedades.
Estão presentes os personagens da série Mario e os da série Dragon Quest, em parceria.